# Lill-Kvasjön
Lill-Kvasjön är en sjö i Robertsfors kommun i Västerbotten och ingår i Dalkarlsån-Sävaråns kustområde. Sjön har en area på 0,152 kvadratkilometer och ligger 8 meter över havet. Sjön avvattnas av vattendraget Gryssjögroven.

## Delavrinningsområde
Lill-Kvasjön ingår i det delavrinningsområde (709958-174448) som SMHI kallar för Mynnar i havet. Medelhöjden är 25 meter över havet och ytan är 29,78 kvadratkilometer. Det finns inga avrinningsområden uppströms utan avrinningsområdet är högsta punkten. Avrinningsområdets utflöde Gryssjögroven mynnar i havet. Avrinningsområdet består mestadels av skog (71 procent) och sankmarker (17 procent). Avrinningsområdet har 0,24 kvadratkilometer vattenytor vilket ger det en sjöprocent på 0,8 procent.